# 苏丹马末·依斯干达
苏丹马末·依斯干达（敬稱：蒙真主之恩，尊贵的朝圣者，苏丹马末·依斯干达陛下，已故的不朽者苏丹依斯迈爵士之子）〔〕）,1932年4月8日—2010年1月22日），是马来西亚第8任的最高元首兼柔佛州的第24任苏丹。依斯干达在他父親1981年病逝後繼承柔佛州王位。1984年4月25日，依斯干达任命為最高元首，屆任期至1989年4月25日為止。配偶为苏丹后查娜丽雅（Duli Yang Maha Mulia Baginda
Sultanah Zanariah Binti Almarhum Tunku Ahmad）2010年1月22日晚上7時15分，苏丹陛下在新山公主專科醫院驾崩，享壽77岁。

## 早期生涯
苏丹依斯干达 (當時稱為敦姑依斯干达，Tunku Iskandar) 出生于新山斯玛央王宫。年幼時，依斯干达在新山的义兴小学和英文书院 (現在苏丹阿布巴卡书院)求學。50年代初期時代，殿下前往澳洲三一文法学校深造，並在英国完成学业。1956年回國後，他在柔佛公務員復行。3年後，祖父苏丹依布拉欣因年老而逝世，父王苏丹依斯迈在王室典禮把依斯干达封为王储。1961年，父王依斯迈把王储地位封給依斯干达的弟弟阿都拉曼。1966年，苏丹依斯迈把依斯干达封为拉惹姆拉。1981年4月29日父親苏丹依斯迈患病病重時，依斯斯干达再次封为王储。5月11日苏丹依斯迈病逝，敦古依斯干达接任柔佛州王位，成為柔佛州的第24任苏丹。

## 婚姻事记
1956年，回国前的殿下与英国康沃尔郡的约瑟芬·特蕾沃柔（後來改名為卡宋·阿卜杜勒）结婚，并育有4名孩子，包括现任的苏丹依布拉欣·依斯迈（Sultan Ibrahim Ismail ibni Sultan Iskandar）。这段婚姻于1962年结束。1962年，殿下与吉兰丹王室成员东姑查娜丽雅（Tengku Zanariah）共结连理，两人育有6名子女。

## 涉及刑事案件
1987年，傳言指責苏丹依斯干达在金马伦高原參與高尔夫球赛時打死一名球童。根據目击者的证词，苏丹在打高尔夫球時失手，该名的球童開朗笑了一笑。苏丹依斯干达一時恼羞成怒，将球童用球棍活活打死。球童的兄长在事件發生時在場，無法接受事實，并携带来福枪在秋杰路一带的建筑物上悬挂布条，过后他被逮捕并送入神经病院。

## 殴打教练引发修宪风波
苏丹依斯干达是个饱受争议的统治者。1992年7月30日，新山苏丹阿布巴卡钩球队教练道格拉斯（Douglas Gomez）报警，指控遭到柔佛州苏丹殴打。事件引发轩然大波。时任首相马哈迪·莫哈末以此事件向皇室施压，力求修宪撤销统治者豁免权，媒体也大幅度报道。
下议院在1992年12月10日以历史性的96票对0票，通过时任副首相嘉化·峇峇的提案，“议决柔佛苏丹殴人事件是违反马来西亚宪法精神和以君主立宪、议会民主制度为基础的国家法律之滥权行为”。
1993年1月19日，国会通过一系列限制统治者权力的修宪，主要是取消元首的法律免责权；限制元首和各州统治者的特赦和特别上诉权，使他们不得实施在其孩子和其本人身上；取消宪法内有关国会议员批评统治者的限制。3月9日，国会再度通过相关宪法修正案，规定“只有检察总长可提控统治者”。

## 駕崩
2010年1月22日晚上7時15分，在位將近30年的蘇丹殿下在新山公主專科醫院駕崩，享壽77歲。蘇丹殿下驾崩噩耗由柔佛州務大臣拿督阿都干尼正式宣佈。州內各族子民、上下臣民皆悲慟，各機關亦降半旗以示哀悼。此外，柔佛州宮廷理事會也宣佈，由2010年1月22日起柔佛州王儲東姑依布拉欣(Tunku Ibrahim Ismail)受委為柔佛代統治者，以暫時履行州統治者職務。

## 头衔
- 1932年4月8日-1959年5月8日：东姑马末·依斯干达殿下 Yang Mulia Tunku Mahmud Iskandar
- 1959年5月8日-1961年8月10日：王储东姑马末·依斯干达殿下 Duli Yang Teramat Mulia Tunku Mahmud Iskandar, Tunku Mahkota
- 1961年8月10日-1981年4月29日：东姑马末·依斯干达殿下 Yang Mulia Tunku Mahmud Iskandar
- 1981年4月29日-1981年5月11日：王储东姑马末·依斯干达殿下 Duli Yang Teramat Mulia Tunku Mahmud Iskandar, Tunku Mahkota
- 1981年5月11日-2010年1月22日：柔佛苏丹殿下 Duli Yang Maha Mulia Sultan Johor
  - 1984年4月26日-1989年4月25日：第八任马来西亚最高元首陛下 Kebawah Duli Yang Maha Mulia Seri Paduka Baginda Yang di-Pertuan Agong Malaysia VIII

## 事迹
柔佛州许多学校和体育活动以苏丹依斯干达为名，马来西亚第五任首相阿都拉·巴达威在任内推行的柔南依斯干达特区（Iskandar Malaysia），也是以他命名。殿下最后一次公开露面是在2009年4月，为命名依斯干达特区内的柔州新行政中心依斯干达城(Kota Iskandar)主持开幕大典，2009年6月25日最后一次公开露面，殿下出席柔佛州第12届议会开幕，并在皇冠广场检阅了柔佛州御林军组成的仪仗队。当天也透过柔佛王储依布拉欣·依斯迈发表施政御词。

## 註腳
1. ↑  星洲互动：最高元首登基 （页面存档备份，存于） 2002-04-24 星洲日報
2. ↑  Information Malaysia (1990), pg 591